# Avren
Avren (in bulgaro Аврен?) è un comune bulgaro situato nella regione di Varna di 7 980 abitanti (dati 2009). La sede comunale è nella località omonima.

## Località
Il comune è formato dall'insieme delle seguenti località:
- Avren (sede comunale)
- Benkovski
- Bliznaci
- Boljarci
- Carevci
- Dăbravino
- Dobri dol
- Junak
- Kazaška reka
- Kitka
- Kruša
- Priselci
- Ravna Gora
- Sadovo
- Sindel
- Trăstikovo
- Zdravec